# Блек Меса — Мохаве
Блек-Меса — Мохаве (Аризона, США) — магістральний вуглепровід, довжиною 439 км і продуктивністю 5,8 млн т./рік. Нині законсервований. Працював в 1970—2006 рр.
Вуглепровід з'єднував копальню Блек-Меса з ТЕС Мохаве.

## Технологія
На зневоднюючій фабриці вуглепровода «Блек Меса — Мохаве» (приймальний термінал ТЕС Мохаве) вся маса пульпи підігрівалася до 70 °C, потім зневоднювалася в центрифугах з діаметром ротора 1000 мм і швидкістю обертання 1000 хв . Кек вологістю 20 % піддавався термічній сушці в млинах-сушарках. Нагрів пульпи перед центрифугуванням знижував вологість кеку з 28 до 20 %. Фугат, в який йшло 6,5 % вугілля, або спалювався у вигляді ВВВС, або скидався у мулонакопичувач.